# Yiddish Theatre District
El Yidis Theatre District (en español: Distrito teatral yidis), también llamado Jewish Rialto (en español: Rialto judío) y Yidis Realto (en español: Realto yidis), fue el centro de la escena teatral yidis de Nueva York, Estados Unidos a principios del siglo XX.  Estaba situado principalmente en la Segunda Avenida, aunque se extendía hasta la Avenida B, entre Houston Street y la calle 14 este en el East Village de Manhattan. El distrito acogió representaciones en yidis de obras judías, shakesperianas, clásicas y originales, comedias, operetas y dramas, así como vodevil, burlesque y espectáculos musicales.
Para la Primera Guerra Mundial, el Distrito de Teatro Yidis era citado por los periodistas Lincoln Steffens, Norman Hapgood y otros como el mejor de la ciudad. Era el principal distrito teatral yidis del mundo. Los teatros del distrito acogían hasta 20 o 30 espectáculos por noche.
Sin embargo, después de la Segunda Guerra Mundial, el teatro yidis perdió popularidad. A mediados de la década de 1950 quedaban pocos teatros en el Distrito.

## Historia
La primera producción teatral en yidis de Estados Unidos tuvo lugar en 1882 en el New York Turn Verein, un club de gimnasia situado en el número 66 de la calle 4 este, en el barrio de Little Germany de Manhattan (actualmente considerado parte del East Village). Aunque la mayoría de los primeros teatros yidis estaban situados en el Lower East Side al sur de Houston Street, varios productores teatrales se plantearon trasladarse al norte, al East Village, a lo largo de la Segunda Avenida en las primeras décadas del siglo XX.: 31 
En 1903 se construyó el primer teatro yidis de Nueva York, el Grand Theatre. Además de versiones traducidas de obras clásicas, ofrecía vodeviles, musicales y otros espectáculos. La Segunda Avenida adquirió más relevancia como destino teatral yidis en la década de 1910 con la apertura de dos teatros: el Second Avenue Theatre, que abrió sus puertas en 1911 en el 35-37 de la Segunda Avenida, y el National Theater, que abrió sus puertas en 1912 en el 111-117 East Houston Street.
Además de teatros yidis, en el distrito había tiendas de música relacionadas, estudios de fotografía, floristerías, restaurantes y cafés (entre ellos el Café Royal, en la calle 12 Este y la Segunda Avenida). Metro Music, en la Segunda Avenida, publicó la mayoría de las partituras en yidis y hebreo para el mercado estadounidense hasta que quebró en la década de 1970. El edificio del número 31 de la calle 7 este es propiedad del Sindicato Hebreo de Actores, el primer sindicato teatral de Estados Unidos.

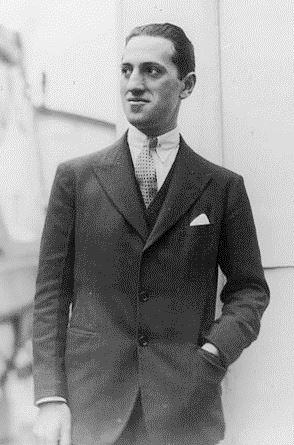
George Gershwin, finales de los años veinte o principios de los treinta

La casa de la infancia del compositor y pianista George Gershwin (nacido Jacob Gershvin) y su hermano el letrista Ira Gershwin (nacido Israel Gershowitz) estaba en el centro del distrito de los teatros yidis, en el segundo piso del número 91 de la Segunda Avenida, entre las calles 5 este y 6 este. Frecuentaban los teatros yidis locales. El compositor y letrista Irving Berlin (nacido Israel Baline) también creció en el distrito, en un hogar de habla yidis. El actor John Garfield (nacido Jacob Garfinkle) creció en el corazón del distrito. Walter Matthau tuvo una breve carrera como cajero de un puesto de venta del distrito.
Entre los que comenzaron sus carreras en el Distrito del Teatro Yidis se encontraban el actor Paul Muni y la actriz, letrista y narradora dramática Molly Picon (nacida Małka Opiekun).  Picon actuó en obras del distrito durante siete años. Otro que empezó en el distrito fue el actor Jacob Adler (padre de la actriz y profesora de interpretación Stella Adler), que interpretó el papel principal en Der Yidiser King Lear (El rey Lear en yidis), antes de actuar en Broadway en El mercader de Venecia.
El Second Avenue Deli, abierto en 1954, momento en el que la mayoría de los teatros yidis habían desaparecido, prosperó en la esquina de la Segunda Avenida y la calle 10 este, pero desde entonces se ha trasladado a diferentes ubicaciones. El Paseo de la Fama Yidis se encuentra en la acera fuera de su ubicación original, honrando a estrellas de la era yidis como Molly Picon, el actor Menasha Skulnik, el cantante y actor Boris Thomashevsky (abuelo del director de orquesta, pianista y compositor Michael Tilson-Thomas) y Fyvush Finkel (nacido Philip Finkel).
En 2006, el gobernador de Nueva York George Pataki anunció que se proporcionarían 200.000 dólares de financiación estatal al Folksbiene, la última compañía histórica de teatro yidis que quedaba.